# Kudna
Kudna ou Koudna (en arabe : كُدنة ; on trouve aussi Kidna) est un ancien village arabe palestinien qui se trouvait à 25 kilomètres au nord-ouest d'Hébron.

## Toponymie
Selon Edward Henry Palmer (en), Kudna est un nom de personne.

## Histoire
Le patrimoine archéologique de Kudna comprend les ruines d'un fort, les fondations de bâtiments, des grottes autrefois habitées et plusieurs citernes. Une demi-douzaine de khirbas se trouvent à proximité. Les vestiges d'un bâtiment fortifié de l'époque des croisés, peut-être une halle, sont toujours debout,,.

### Période ottomane

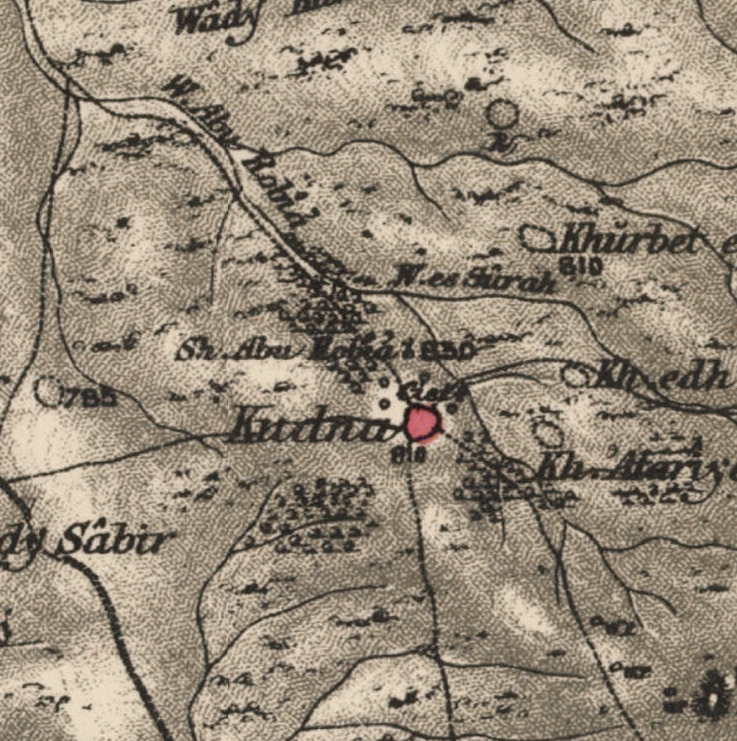
Kudna et ses environs sur une carte des années 1870.

En 1838, Edward Robinson cite Kudna comme un petit village musulman, situé dans le district de Gaza. Il y mentionne les vestiges d'un grand bâtiment ancien, le mur ouest toujours debout, mesurant environ 50 mètres de long, construit de grandes pierres,.
En 1863, Victor Guérin attribue à Kudna cinq cents habitants. Il dépeint un village « situé sur une colline dont le sommet est rocheux et dont les flancs sont couverts d'oliviers et de figuiers entremêlés de plantations de tabac. Sur le point culminant du monticule, on remarque les restes d'un vieux château, long de soixante pas sur cinquante-sept de large. Les assises inférieures, sans être antiques, sont peut-être byzantines », les parties supérieures semblant plus récentes.
Une liste officielles de villages établie vers 1870 indique 12 maisons et une population masculine de 40 hommes,. En 1883, le Survey of Western Palestine (en) du PEF décrit un petit village sur une colline basse, entouré d'oliviers, au milieu duquel s'élèvent les ruines d'un château de l'époque des croisades.
En 1896, la population de Kidna est estimée à 228 personnes.

### Mandat britannique
Dans le recensement de la Palestine de 1922, conduit par les autorités mandataires britanniques, Kudna compte une population entièrement musulmane de 281 habitants, qui passe dans le recensement de 1931 à 353 habitants.
D'après les statistiques de 1945 (en), la population de Kudna était de 450 habitants, tous musulmans et possesseurs de 15 744 dounams de terres, dont 825 dounams en plantations et terres irriguées, 6 505 en céréales et 15 dounams de terres bâties (urbaines).

### Guerre de 1948
Pendant la guerre de 1948, les forces israéliennes de la brigade Guivati, commandées par Yigal Allon dans le cadre de l'opération Yoav, ont attaqué le village les 22 et 23 octobre 1948,. Bien que défendu par des volontaires de l'Armée de libération arabe, des Frères musulmans égyptiens et des milices locales, il a été pris par les forces israéliennes. Selon Benny Morris, à Kudna comme dans plusieurs autres villages dont Zikrin, Ra'na, Deir ad Dabbun (en) et Ajjur, la plupart des habitants ont fui avant l'arrivée de la brigade Guivati ; cependant, ceux qui restaient ont été expulsés vers l'est.

### État d'Israël
À la suite de la guerre, le secteur a été annexé par Israël ; en 1955, le kibboutz Beit Nir s'est créé sur d'anciennes terres de Kudna, à l'ouest du site du village. Une partie du Britannia Park (en) s'y est également établi.
L'historien palestinien Walid Khalidi décrit ainsi les vestiges du village en 1992 : « Les maisons ont été réduites à l'état de débris nivelés et cachés sous une prolifération de végétation sauvage. On peut voir les pierres qui servaient de clôtures aux jardins potagers. Des cactus et des caroubiers, des figuiers et des oliviers poussent sur le site ».